# Year of the Horse
Year of the Horse es un documental dirigido por el cineasta Jim Jarmusch que documenta la gira del músico canadiense Neil Young y su banda de apoyo Crazy Horse. El documental, estrenado en 1997, fue nominado a los Premios American Cinema Editors en la categoría de mejor película documental editada. Actualmente tiene una calificación del 50% en la web Rotten Tomatoes. El crítico cinematográfico Roger Ebert lo calificó como la peor película de 1997.
De forma paralela al documental, Young publicó Year of the Horse como un doble álbum en directo, con una lista de canciones ligeramente diferente a la del largometraje. El álbum es considerado un homenaje a David Briggs, productor musical asociado a la música de Young que murió en 1995 debido a un cáncer de pulmón: Young escogió las canciones según la predilección de Briggs.
Tras su publicación, Year of the Horse obtuvo reseñas inferiores a trabajos anteriores. Al respecto, Stephen Thomas Erlewine de Allmusic lo definió como «algo redundante para quien no es un fan acérrimo» y comentó: «Es verdad que hay muchas canciones que no aparecen en otros discos en directo de Young, pero las interpretaciones no son particularmente remarcables: suenan como cansadas, variaciones sinuosas de Weld». A nivel comercial, el álbum obtuvo un escaso éxito comercial: alcanzó el puesto 57 en la lista estadounidense Billboard 200, el 35 en la lista británica UK Albums Chart y el 75 en la lista Canadian Albums Chart
La edición en LP incluyó la misma lista de canciones a excepción de "Sedan Delivery".

## Lista de canciones
Todas las canciones escritas y compuestas por Neil Young. 
| Disco uno |                                    |          |  |
| N.º       | Título                             | Duración |  |
| 1.        | «When You Dance I Can Really Love» | 6:20     |  |
| 2.        | «Barstool Blues»                   | 9:02     |  |
| 3.        | «When Your Lonely Heart Breaks»    | 5:04     |  |
| 4.        | «Mr. Soul»                         | 5:05     |  |
| 5.        | «Big Time»                         | 7:28     |  |
| 6.        | «Pocahontas»                       | 4:50     |  |
| 7.        | «Human Highway»                    | 4:07     |  |

| Disco dos |                              |          |  |
| N.º       | Título                       | Duración |  |
| 1.        | «Slip Away»                  | 10:52    |  |
| 2.        | «Scattered»                  | 4:00     |  |
| 3.        | «Danger Bird»                | 13:34    |  |
| 4.        | «Prisioners of Rock 'n Roll» | 6:40     |  |
| 5.        | «Sedan Delivery»             | 7:16     |  |

## Personal
- Neil Young: guitarra,  piano, armónica y voz
- Frank "Poncho" Sampedro: guitarra, teclados y coros
- Billy Talbot: bajo y coros
- Ralph Molina: batería, percusión y coros

## Posición en listas
| País              | Lista                      | Posición |
| ----------------- | -------------------------- | -------- |
| Alemania          | Media Control Top-50 Chart | 30       |
| Austria           | Ö3 Austria Top 40          | 31       |
| Bélgica (Flandes) | Ultratop 200 Albums        | 11       |
| Canadá            | Canadian Albums Chart      | 75       |
| Estados Unidos    | Billboard 200              | 57       |
| Finlandia         | Top 50 Albums              | 19       |
| Noruega           | VG-lista Albums Chart      | 19       |
| Reino Unido       | UK Albums Chart            | 36       |
| Países Bajos      | Mega Album Tol 100         | 51       |
| Suecia            | Albums Top 60              | 35       |